# Iran Scott
Iran Scott, född 24 mars 1943 i Vellinge hos Carl A. Schoug, var en svensk varmblodig travhäst. Han tränades och kördes oftast av Schoug.
Under sin tävlingskarriär sprang han in 155 075 kronor på 158 starter, varav 50 segrar, 31 andraplatser och 21 tredjeplatser. Han segrade bland annat i Åby Stora Pris (1951, 1952) och kom på andra plats i Svenskt Travderby (1947). Han deltog även i premiärupplagan av Elitloppet på Solvalla, där han kom på femte plats.